# Etyk z Istrii
Etyk z Istrii (łac. Aethicus Ister) – rzekomy średniowieczny podróżnik i geograf.
Zachowany łaciński tekst pod tytułem Kosmografia, datowany na VII/VIII wiek, podpisany imieniem niejakiego prezbitera Hieronima, stanowić ma wyciąg z nieznanego skądinąd greckojęzycznego traktatu Etyka z Istrii. Ów Etyk miał być z pochodzenia wysoko urodzonym Scytem, przemierzyć wszystkie kraje ówczesnej ekumeny, a także biegłym filozofem, od którego imienia wzięła nazwę etyka. Rozpoczynająca się opisem stworzenia świata Kosmografia zawiera relację z krain odwiedzonych przez Etyka, od Cejlonu i głębi Afryki po Słupy Heraklesa i Thule.
Postać Etyka i zawarte w dziele informacje uważane są za fikcję literacką lub celową parodię. Odwołanie się do postaci prezbitera Hieronima, zapewne identycznego ze św. Hieronimem, mogło służyć przydaniu mistyfikacji powagi i starożytnego rodowodu. Spora część zawartego w Kosmografii materiału jest kompilacją wcześniejszych dzieł, m.in. Izydora z Sewilli i Solinusa, choć liczne partie cechują się oryginalnością. W średniowieczu dzieło Etyka cieszyło się znaczną popularnością, informację z niego czerpali geografowie i twórcy map. Już wtedy jednak traktowano je bardziej jak rodzaj literackiej zabawy, niż realne źródło wiedzy. Niemiecki historyk Heinz Löwe wysunął w 1952 roku hipotezę, iż twórcą Kosmografii był w rzeczywistości Wirgiliusz z Salzburga.